# Подводные лодки типа «Плювиоз»
Подводные лодки типа «Плювиоз» (фр. Le type Pluviôse) — серия подводных лодок французского флота, построенных перед Первой мировой войной по программе 1905 года. Построены по проекту М. Лобёфа на верфях Шербура, Тулона, Рошфора.
Изначально и сам конструктор, и флот расценивали проект как неполноценный и переходный, но призванный быстро дать республике две флотилии боеспособных подводных лодок. Корабли данного типа задумывались как «погружающийся миноносец» (фр. torpilleur submersible), но в дальнейшем стали именоваться «подводными лодками открытого моря» (фр. sous-marins de haute mer). Подводная лодка «Термидор» должна была служить опытной при проектировании следующей серии дизельных подводных лодок типа «Брюмер» и несколько отличалась от других лодок своего типа.
Лобёф сделал ставку на мореходность, обитаемость и вооружение, так как относительно большое водоизмещение, запас плавучести и, соответственно, внутренний объём корабля, давали возможность особо не экономить и добиться преимущества по этим показателям перед подводными лодками вероятных противников. Формально, эти стремления в проекте удалось воплотить, и Франция получила действительно мореходные, сильно вооружённые корабли с хорошей для того времени обитаемостью. Но, как верно позднее саркастически заметил капитан-лейтенант Ламбер, это были «превосходные корабли, но плохие подводные лодки».
Стремление выиграть в мощности торпедного залпа и мореходности привело к глубоко ошибочному пути развития, когда надёжность оружия была принесена в жертву его формальной мощности, а мореходность стали оценивать только в сравнении с надводными кораблями. Практически все европейские флоты сделали выбор в пользу трубных торпедных аппаратов, обеспечивающих надёжность применения торпед, тяготение же французов к наружным реечным аппаратам снижало как надёжность основного оружия лодок, так и обесценивало хорошую мореходность и обитаемость — ведь для обслуживания торпед, подвергавшихся воздействию морской воды, приходилось часто возвращаться в базу.
Из-за наружных торпедных аппаратов и паровых машин, «подводные миноносцы» Лобёфа устарели ещё во время строительства, что было неявно в мирное время, но быстро выявилось в ходе разразившейся мировой войны. Исполнив свою роль быстрого усиления подводного флота, эти лодки на практике доказали, что пять минут на погружение в боевых условиях является неприемлемым показателем. «Плювиозы» не достигли существенных боевых успехов, но вряд ли в этом можно винить только конструктивные особенности проекта. «Изящное» решение Лобёфа о применении паровой машины сыграло на руку французским адмиралам, придававшим огромное значение «постоянным дозорным линиям» и «постоянному наблюдению у баз противника».

## История создания
Морское министерство желало получить флот из 82 подводных лодок, половину из которых должны были составить корабли «открытого моря». Для реализации этого плана было необходимо перейти к крупносерийной постройке подводных лодок, чему существовало одно очень серьёзное препятствие — французская промышленность сильно запаздывала с освоением производства дизельных двигателей, который к тому же не был избавлен от «детских болезней», поломки и аварии были обычным делом.
Задача обеспечить быстрое усиление флота мощными подводными лодками без массового заказа дизельных двигателей для них за границей была решена принятием паллиативной концепции: находящиеся в строю и строящиеся дизельные подводные лодки с импортными двигателями должны составить «наступательную» часть подводного флота, в то время как «оборонительной» составляющей будут паровые лодки. Как только французская промышленность сможет предоставить надёжный отечественный дизель, будет заложена крупная серия «наступательных» дизельных лодок, а паровые лодки будет возможно переоборудовать в дизельные.
Зная, как в реальности развивались события, можно с уверенностью сказать, что задумывавшееся «улучшение» паровых «плювиозов» путём их переоснащения на дизельные двигатели привело бы к гораздо худшим последствиям, и французский подводный флот в течение первых лет войны вообще мог остаться без боеспособных подводных лодок.

## Конструкция
По французской классификации «плювиозы» были двухкорпусными подводными лодками. Лёгкий корпус полностью окружал оконечности прочного корпуса, но в средней части охватывал прочный корпус лишь на 2/3, полностью отсутствуя в нижней части, у киля. То есть, по сути лодки были полуторакорпусными. Лодка делилась на отсеки. Входных люков было четыре: один в отсеке аккумуляторных батарей, один в носовой части котельного отсека, рубочный люк и люк дымовой трубы. При плохой погоде рубочный и кормовые люки защищались от воды поднимаемым комингсом. 

### Система погружения и всплытия
Балластные цистерны располагались по бортам, по восемь с каждого борта. Количество цистерн было увеличено по сравнению с предыдущими типами лодок Лобёфа для того, чтобы уменьшить время заполнения каждой из них. Сечение клапанов кингстонов 16 главных балластных и двух дифферентовочных цистерн было вычислено так, чтобы обеспечить их заполнение в течение четырёх минут, к этому времени нужно было добавить около одной минуты, чтобы выполнить все действия по герметизации, включая убирание дымовой трубы, закрывание входных люков и подготовку котлов — итого пять минут на погружение подводной лодки. На практике среднее время перехода от надводного хода к полностью подводному положению в идеальных условиях составило четыре минуты.
Заполнение цистерн происходило через кингстоны в виде кранов-клапанов. По рекомендациям командиров подводных лодок, базировавшихся в Шербуре, с целью свести к минимуму количество технологических отверстий в прочном корпусе, управление клапанами осуществлялось посредством конических (угловых) маховиков, при этом через прочный корпус проходили только штоки приводов.
Вентиляция цистерн (удаление воздуха при заполнении) производилось также клапанами вентиляции диаметром 100 мм, которые были расположены в верхних точках цистерн, по одному на каждой. На «Термидор» краны-клапаны были заменены проходными клапанами диаметром 70 мм.
Для осушения применялись два центробежных винтовых электрических насоса «Мажино», производительностью 150 м3/ч. Они же осуществляли циркуляцию воды в конденсаторах. Баллоны сжатого воздуха высокого давления (ВВД) для продувки балластных цистерн объемом по 17 и 35 литров хранились в носовом отсеке.
Аварийный балласт размещался в фальшкиле так, чтобы не создавать наружного выступа. Общий вес его секций составлял около 4 тонн, привод сброса балласта находился в центральном посту.

### Горизонтальные и вертикальные рули
Для удержания и изменения глубины служили три пары горизонтальных рулей: носовые, средние и кормовые. Управление ими осуществлялось или вручную, или с помощью электрического привода — это было первое применение электричества для управления рулями глубины на подводных лодках.
Носовые и средние горизонтальные рули прекрасно работали в качестве успокоителей боковой качки, но их стационарность и отсутствие какой-либо конструктивной защиты от столкновений при манёврах в узостях и в гавани, и от воздействия волн периодически приводили к разнообразным авариям.
Важным этапом стал отказ от верхнего кормового вертикального руля, который часто деформировался под ударами волн и заметно снижал скорость надводного хода. Полезность его в подводном положении оказалась ничтожной. Распоряжением от 29 августа 1910 г. верхний руль предписывалось демонтировать со всех лодок.

### Силовая установка

#### Паровые машины
Движение в надводном положении обеспечивали две паровые машины, аналогичные установленным на подводных лодках типа «Сирен», по одной на гребной вал. Машины были тройного расширения, трехцилиндровые, реверсивные, с принудительной смазкой. Они были построены на заводе в Сен-Дени. Мощность каждой составляла 350 индикаторных сил, парораспределение осуществлялось кулисами Стефенсона. Отмечались их малая шумность и лёгкость в управлении по сравнению с другими моделями, что значительно улучшало обитаемость машинно-котельного отсека и снижало утомляемость обслуживающего персонала. Каждая паровая машина работала на свой вал. Была возможность при благоприятных погодных условиях идти на одной машине с крейсерской скоростью. При ходе на одной машине вторую можно было осматривать, обслуживать и ремонтировать.
Помимо главных паровых машин, в машинно-котельном отсеке располагались два воздушных насоса с приводом непосредственно от машин, два центробежных циркуляционных насоса.
Линии валов в горизонтальной проекции были параллельны диаметральной плоскости корабля и расположены на расстоянии 1,40 м друг от друга. Чтобы использовать винты большого диаметра — 1,50 м, их разместили с перекрытием, поэтому одна линия вала была немного длиннее другой. Перекладка руля на 5 или 6 градусов компенсировала стремление лодки к циркуляции.
Трёхлопастные винты изготавливались из бронзы высокого сопротивления. Направление вращения винтов — расходящееся, винт правого борта — с правым шагом, винт левого борта — с левым шагом. Двухвинтовая схема позволяла идти на одной машине, в то время как другая работала на зарядку. В случае выхода из строя одной машины оставалась возможность осуществлять зарядку по одновинтовой схеме.

##### Котлы
Два двухколлекторных котла, изготовленных обществом «Дю Тампль», были аналогичны установленным на подводных лодках типа «Сирен». Дымоходы обоих котлов сходились в одной стационарной дымовой трубе, помещённой в водонепроницаемый кожух, выходящий приблизительно на 1 м выше прочного корпуса. В стационарной трубе устанавливалась скользящая выдвижная дымовая труба такой же высоты. Три первых корабля серии имели лебёдку, позволяющую её поднимать; на следующих лодках от лебёдки отказались.
Управление люком, который закрывал кожух дымовой трубы, осуществлялось изнутри прочного корпуса. После закрытия топки, его крышка запиралась на специальный затвор, чтобы при погружении газы не пошли по дымовой трубе и не проникли через её кожух обратно в лодку.

##### Цистерны для нефти и воды
Цистерны для нефти были расположены внутри прочного корпуса — под главной палубой в трюме. Две цистерны, одна емкостью 8250 л, другая 2560 л, помещались под котлами и машинами, одна цистерна на 1250 л находилась под центральным постом.
По проекту, лодка должна была иметь дальность плавания 584 мили при скорости 10 узлов, но расход топлива машин оказался ниже, чем ожидалось, и в результате при штатном запасе топлива ход увеличился до 800 миль. Впоследствии оказалась осуществимой дозаправка топливом в ходе плавания, это ещё расширило радиус действия. В ходе испытаний выявилась также возможность использовать (в перегруз) для хранения жидкого топлива носовые и кормовые балластные цистерны, что ещё больше увеличило дальность плавания. Общий запас топлива с учётом этих изменений составил максимально 27710 л или 24,939 т. Для «Термидор» максимальный запас топлива составил 25957 л или 23,362 т. В результате всех этих мероприятий дальность плавания превысила проектную в полтора раза и составила 1250 миль.
Имелись две цистерны для хранения воды. На подводных лодках «Плювиоз», «Жерминаль», «Флореаль», «Прериаль», «Мессидор» они находились внутри прочного корпуса и содержали 1800 л воды. На «Вантоз», «Термидор», «Фруктидор», «Вандемьер» цистерны были расположены вне корпуса и содержали 2200 л. Цилиндрическая цистерна на 1280 л, расположенная в трюме по оси между машинами, служила резервной.
Торпедозамещающая цистерна — 530 л, компенсационная цистерна кольцевого зазора торпедного аппарата — 390 л для лодок, сохранивших торпедный аппарат в форштевне, и три дифферентовочные или уравнительные цистерны — 3370 л для «Термидор», 3950 л для остальных, также могли использоваться для хранения пресной воды. Итого общий запас пресной воды составлял 6580 — 7500 л в зависимости от корабля.

#### Гребные электродвигатели
На каждой лодке имелись два одноякорных электромотора, регулировка скорости производилась изменением напряжения. Производителями электродвигателей были парижская фирма «Бреге» (фр. «Brequet») и компания «Женераль Электрик» (фр. «Compagnie Generale Electrique») в Нанси.
В нормальных условиях моторы работали на напряжении 230 В, каждый мотор был соединен с аккумуляторной батареей своего борта. В случае аварии можно было подключить мотор к аккумуляторной батарее противоположного борта. При движении в подводном положении на малом ходу работал один мотор, при этом напряжение составляло 115 В, для чего две полубатареи одного борта соединялись параллельно. Частота вращения вала при этом могла быть уменьшена до 192 (моторы «Женераль Электрик») или 160 (моторы «Бреге») оборотов в минуту.
Каждый из моторов мог функционировать как генератор, будучи приведенным в действие соответствующим паровым двигателем. Он, таким образом, мог либо заряжать аккумуляторные батареи, либо питать вспомогательные механизмы при напряжении 250 В.
Расчётная максимальная мощность одного мотора составляла 460 л.с. на валу.

#### Аккумуляторные батареи
Гребные электродвигатели работали от двух аккумуляторных батарей (АБ), каждая из которых состояла из 124 элементов. Элементы аккумуляторной батареи фирмы «Фулмен» были идентичны по размерам аккумуляторам подводных лодок типа «Сирсэ» и ряда других типов, и взаимозаменяемы, что облегчало снабжение запасными частями и ремонт.

### Вентиляция
После взрыва аккумуляторной батареи, произошедшего на подводной лодке «Вантоз», вентиляция была ощутимо улучшена по отношению к первоначальному проекту и изменена таким образом, чтобы позволять вентилировать лодку в позиционном положении.
Вентиляция отсека паровых машин и котлов выполнялась посредством двух котельных вентиляторов производительностью 7500 м3/ч каждый, которые удаляли горячий воздух из отсека на поверхность. Свежий воздух на замену горячему поступал через носовой и кормовой люки машинного отделения, а также через рубку при открытии люка носовой переборки.
Вентиляция кормовой части подводной лодки выполнялась так же, как и в полупогруженном состоянии — вентилятором производительностью 1000 м3/ч из отсека электромоторов. Подвод свежего воздуха осуществлялся по более прямому пути, через ответвление, выходящее в кормовую часть волнореза, закрываемое клапаном, управляемым изнутри прочного корпуса.

## Вооружение

### Торпедное вооружение
Первоначально торпедное вооружение включало семь 450-мм торпедных аппаратов (1 носовой внутренний, 2 внешних аппарата Джевецкого, 4 внешних реечных). 7 торпед были в торпедных аппаратах и одна запасная на подводных лодках с торпедным аппаратом в форштевне. 
Трубный аппарат был установлен в форштевне на первых кораблях — «Жерминаль», «Мессидор», «Прериаль», «Плювиоз», «Вантоз», «Флореаль»,«Вандемьер». После происшествия на испытаниях подводной лодки «Френель» трубный аппарат был демонтирован с «Плювиоз» и «Мессидор», остальные лодки достраивались без него. 
Два подводных реечных аппарата располагались по бортам напротив рубки, были смонтированы на легком корпусе, ниже палубной надстройки, симметрично относительно друг друга, ориентированы в нос корабля с отклонением на 7° на «свой» борт относительно диаметральной плоскости. 
Два подводных реечных аппарата изначально располагались по бортам в кормовой части волнореза, были смонтированы на легком корпусе ниже палубной надстройки, симметрично относительно друг друга, ориентированы в корму и отклонены на 5° от диаметральной плоскости. По указанию Министерства от 22 февраля 1910 г., эти два аппарата были развернуты, чтобы стрелять в нос, и ориентированы на 8° к диаметральной плоскости, что впоследствии было признано неудачным решением. В надводном положении из этих аппаратов стрелять было нельзя.
Два подводных торпедных аппарата системы Джевецкого помещались на палубе в корме, перед кормовым вертикальным рулем, были симметричны относительно диаметральной плоскости, могли стрелять каждый в секторе от 20 до 170 (аппарат правого борта) или 150 (аппарат левого борта) градусов в носовом направлении. Наведение этих аппаратов осуществлялось изнутри корабля, предохранительный клапан также управлялся изнутри прочного корпуса. На момент постройки серии они считались наиболее совершенной версией аппаратов Джевецкого, но впоследствии были заменены на улучшенную модификацию. 17 октября 1910 г. было внесено важное усовершенствование в торпедное вооружение — аппараты Джевецкого подлежали оборудованию вспомогательными балками Лемуаня, которые облегчали выход торпеды из аппарата, и предотвращали застревание торпеды в аппарате.
Теоретически шеститорпедный залп рассматривался как большой шаг вперёд, но возникали сомнения в правильности ориентирования всех аппаратов в нос корабля, открытое расположение торпед вне прочного корпуса было чревато их низкой надёжностью.
Первоначально все лодки были вооружены торпедами образца 1906 г., перед войной произошло перевооружение на торпеды образца 1909 г., более надёжные и обладающие улучшенными характеристиками.

### Артиллерийское вооружение
Артиллерийское вооружение первоначально отсутствовало. Во время Первой мировой войны на подводных лодках установлены 37-мм пушки.

### Приборы наблюдения и навигации

#### Перископы
Наблюдение из подводного положения обеспечивалось двумя перископами — дневным и ночным.
Дневной перископ имел длину 5,80 м и размещался в центральном посту. Возвышение над палубой мостика составляло 5,50 м, над рубкой — 4 м. Для этого перископа была продумана система его подъёма и быстрой уборки с помощью электромотора. Вылет наружу поднятого до отказа дневного перископа составлял 3,28 м, тогда как на подводных лодках типа «Эмерод» он равнялся 3,96 м.
Ночной перископ длиной 2,50 м помещался непосредственно в рубке. Существовали три типа ночных перископов, которые различались характеристиками и комплектом оптики. Ввиду малой длины для его опускания не требовалась большая скорость — перископ был попросту уравновешен противовесом. На шести первых кораблях в рубке установили лебёдку для подъёма перископа вручную. На следующих подводных лодках от лебёдки отказались, и заменили сальник с шнуровым уплотнением на сальник с зачеканенной медью, что сделало подъём перископа более плавным.

#### Компасы
Для длительного плавания в надводном положении был установлен жидкостный компас модели, принятой для миноносцев, помещённый в кормовой части волнореза в приподнятом нактоузе, который можно было оставлять на месте в случае погружения.
Второй компас был помещен на волнорезе в носовой части рубки, таким образом, чтобы его показания могли считываться из трёх мест: на ходу для пеленгования, изнутри рубки и изнутри прочного корпуса. Этот компас на подводных лодках «Плювиоз», «Вантоз» и «Жерминаль» был заключён в открытый снизу короб, который образовывал «водолазный колокол». Для остальных кораблей короб был сделан водонепроницаемым. Были приняты меры предосторожности в целях уменьшения влияния на компас корпуса и механизмов корабля. Тем не менее, сильные отклонения показаний рубочного компаса приводили к тому, что командиры предпочитали при каждом удобном случае брать пеленги на береговые ориентиры или сравнивали показания обоих компасов.
В течение зимы 1914—1915 гг. подводные лодки 2‑й лёгкой эскадры получили новые гирокомпасы фирмы «Сперри», которые заслужили превосходные отзывы и существенно увеличили точность навигации, хотя, как показали дальнейшие события, их надёжность все-таки оставляла желать лучшего.

#### Навигационные огни
На первых четырёх подводных лодках серии зелёный и красный навигационные огни устанавливались в носовой части рубки, на последующих они были приподняты и установлены на воздухозаборниках свежего воздуха. Фонари были электрическими и водонепроницаемыми. Для стоянки на якоре имелись два переносных фонаря белого света, которые во время плавания хранились внутри лодки.

#### Звуковые сигналы
Для плавания в надводном положении имелся один свисток, работающий на сжатом воздухе, и один паровой свисток.

#### Сигнальная мачта
Все подводные лодки оборудовались одной заваливающейся сигнальной мачтой.

### Якорные, швартовые и буксировочные механизмы и устройства
Подводные лодки оснащались четырёхлапым якорем весом 283 кг, который целиком помещался в колодец из листовой стали внутри прочного корпуса. Выборка и подъём якоря выполнялись с помощью брашпиля с электромотором, который приводил в действие барабан шпиля, поднимаемый для этого из колодца.
Для буксировки подводная лодка обладала в носу поясом, выполненным из стального проволочного каната диаметром 89 мм, закреплённым на прочном корпусе поперек носовой сферической переборки, два конца которого соединялись на форштевне, чтобы принять шкентель из такого же стального проволочного каната, другой конец шкентеля нёс буксирный гак той же системы, какой оснащались миноносцы. Буксирный канат длиной 200 м и диаметром 89 мм помещался на волнорезе, намотанным на вьюшку. Буксирующая подводная лодка несла в кормовой оконечности обух с очком.
Для швартовки у стенки или причала лодка имела в носу два швартовых кнехта и два кипа. Швартовка могла выполняться посредством электрического шпиля, баллер которого был связан зубчатой передачей с барабаном брашпиля.
Чтобы стоять у стенки или причала, лодка обладала четырьмя деревянными привальными брусьями. Два небольших легко транспортируемых плота позволяли защитить рули во время прохода шлюзов.

#### Шлюпки
На борту имелись две шлюпки Бертона длиной 3,67 м.

### Средства спасения и подъёма лодки
Для подачи сжатого воздуха внутрь прочного корпуса в носу и корме имелись два 30‑мм крана, а также один 10‑мм кран для манометра; эти краны управлялись изнутри и снаружи прочного корпуса.
На борту имелся один аварийный латунный буй, выпускаемый из центрального поста и связанный с телефонным аппаратом, который находился в помещении офицеров.
Подъём аварийной лодки должен был осуществляться с помощью восьми судоподъёмных рымов, приклёпанных к прочному корпусу и связанных кусками цепей калибром 52 мм с обухами, приклёпанными к балластным цистернам.

## Модернизации
Хронология основных директивных модернизаций приведена в таблице.
| Даты директив Морского министерства | Наименования мероприятий                                                                    |
| 15 февраля 1909 г.                  | Демонтаж носового трубного торпедного аппарата                                              |
| 1 апреля 1909 г.                    | Переоборудование кормовых балластных цистерн в дополнительные резервуары для топлива        |
| 28 мая 1909 г.                      | Установка внутреннего гальюна                                                               |
| 6 сентября 1909 г.                  | Установка дополнительных внутренних воздуховодов                                            |
| 29 сентября 1909 г.                 | Переоборудование жилых помещений носового отсека                                            |
| 9 марта 1910 г.                     | Разворот кормовых реечных торпедных аппаратов в сторону носа                                |
| 19 марта 1910 г.                    | Переоборудование резервуара для топлива между паровыми машинами в ёмкость для питьевой воды |
| 29 августа 1910 г.                  | Демонтаж кормового вертикального руля                                                       |
| 17 октября 1910 г.                  | Внесение в конструкцию торпедных аппаратов Джевецкого вспомогательных балок Лемуаня         |
| 20 марта 1911 г.                    | Усиление средних балластных цистерн                                                         |
| 28 июня 1911 г.                     | Переделка лееров кормовой части верхней палубы                                              |
| 26 июня 1911 г.                     | Переделка сливных устройств                                                                 |
| 27 декабря 1911 г.                  | Установка внутреннего судового колокола                                                     |
| 21 февраля 1911 г.                  | Установка сигнальных огней, обозначающих присутствие подводных судов в торговых портах      |
| 2 марта 1911 г.                     | Установка защитных ограждений горизонтальных рулей                                          |

## Экипаж и обитаемость
Экипаж согласно штата состоял из следующих военнослужащих:
- командир (капитан-лейтенант) — 1;
- помощник (лейтенант) — 1;
- командир торпедной группы (главный старшина) — 1;
- штурман (старшина) — 1;
- старшина торпедной группы (старшина) — 1;
- торпедный механик (старшина) — 1;
- механик (старшина) — 1;
- унтер-офицеров и матросов — 18.

Общая численность экипажа — 25 человек.
На подводных лодках было предусмотрено офицерское помещение, предназначенное для командира и старшего помощника, отделённое от центрального поста. Кубрик в кормовой оконечности, оборудованный четырьмя откидными койками, был предназначен для главного старшины и трёх старшин. Четвёртый старшина, добавленный впоследствии, должен был спать в гамаке в отсеке электродвигателей. Носовой кубрик экипажа содержал восемь откидных коек, два умывальника, электрическую плиту, ящики-рундуки и убираемый стол. На лодках с носовым торпедным аппаратом можно было подвесить шесть гамаков, или девять гамаков на лодках без такого аппарата. Можно было подвесить три гамака в помещении электромоторов, два — в центральном посту и два — в отсеке аккумуляторных батарей. Таким образом, всего на борту можно было разместить двух офицеров, двенадцать матросов и старшин в койки, одиннадцать матросов могли повесить свои гамаки по выбору в тринадцати, для лодок с торпедным аппаратом в форштевне, или в шестнадцати, для лодок без торпедного аппарата в форштевне, местах.
Специального помещения для камбуза не было. В дополнение к электроплите носового кубрика, подводные лодки оборудовались палубной угольной плитой, располагавшейся на волнорезе и способной работать только при ходе в надводном положении.
Надводный гальюн был в кормовой части палубы, гальюн для подводного положения с водяным сливом и резервуаром, очищаемым нагнетанием дифферентной помпой, находился в носовой части котельного отделения по правому борту.
Для обогрева предусматривались четыре электрических обогревателя.
Обитаемость подводных лодок по меркам своего времени оказалась вполне подходящей для действий в открытом море.

## Служба в составе флота
С 6 по 9 октября 1908 г. лодки «Плювиоз», «Вантоз» и «Жерминаль» совершили 730-мильный (1351 км) переход вдоль побережья Нормандии по маршруту Шербур — Брест — Дюнкерк — Шербур. Это расстояние они прошли без остановок за 82 часа со средней скоростью 9 узлов. Было отмечено, что испытание могло быть продолжено, экипажи несли службу повахтенно и могли «отдыхать на борту в превосходных условиях». Лодки продемонстрировали, что в надводном положении их мореходность не уступает миноносцам. Погружений и переходов в подводном положении при этом не выполнялось. 
«Френель» затонула 6 октября 1908 г. в результате столкновения с молом порта в Ла-Паллисе. Была поднята 9 ноября 1908 г., вновь введена в строй 22 февраля 1911 г. Авария послужила поводом для отказа от носовых торпедных аппаратов.
С 6 мая по 11 июня 1909 г. «Плювиоз» и «Вантоз» с подводными лодками «Эмерод» и «Опал» приняли участие в манёврах с эскадрой Севера. Первое упражнение состояло в блокаде пролива Па-де-Кале. Однако эскадре условного противника удалось пройти незамеченной лодками, практический пуск торпеды смогла произвести только «Плювиоз». Вторым упражнением была оборона позиции на подступах к Лориану — это полностью соответствовало представлениям французов о задачах подводных лодок. Подводные лодки успешно выполнили двенадцать атак по эскадре при её входе в порт и выходе из порта. Затем, без захода в порт, подводные лодки направились в Дюнкерк. Выполняя это упражнение, лодки оставались десять суток без сообщения с берегом, покрыв общее расстояние более 1000 миль без пополнения запасов.
31 июля 1909 г. три или четыре подводных лодки типа «Плювиоз» приняли участие в смотре кораблей в гавани Шербура, устроенном по случаю визита во Францию российского императора Николая II.
1 августа 1909 г. «Вантоз», «Флореаль», «Прериаль», и «Жерминаль» вместе с «Эмерод» приняли участие в показательных упражнениях, за которыми наблюдали император Николай II, императрица Александра Фёдоровна, великие княжны Ольга и Татьяна.
Выполнялись одиночные походы на максимальную дальность плавания. В сентябре 1909 г. «Флореаль» совершила переход из Шербура в Брест и обратно, «Прериаль» — из Шербура в Кале и обратно. Рекорд поставила «Папен», которая 6 сентября 1909 г. вышла из Рошфора и совершила переход в Шербур без остановок. Из Шербура она вновь вышла 28 сентября, чтобы вместе с броненосцем береговой обороны «Анри IV» перейти в Бизерту. Лодка вначале достигла Орана, пройдя 1230 миль, при этом погода в некоторые дни ей не благоприятствовала, и 12 октября прибыла в Бизерту. Общее количество пройденных миль с 21 сентября по 12 октября составило у «Папен» более 2000 (3700 км), что было для того времени беспрецедентным показателем, и этот рекорд вызвал вполне законную гордость французов.
Отчёты командиров подводных лодок Комиссии по практическому изучению подводных лодок (CEPSM), созданной для обобщения опыта эксплуатации подводных лодок во французском флоте, содержали подробнейшие наблюдения по поведению подводных лодок в надводном и подводном положении, на всех режимах хода и при различных погодных условиях. По общему впечатлению командиров флот действительно получил «автономный погружающийся миноносец» (фр. submersible), который отлично себя чувствовал в открытом море по сравнению с предыдущими сериями лодок. Боевые и мореходные качества «миноносца» оценивались в среднем как удовлетворительные, хотя относительная автономность была оценена всего в семь-десять дней в спокойную погоду и три-четыре дня в неспокойном море, намного ниже того, что ставили себе целью соперники Франции в тот же период.
В зимние и осенние месяцы лодки занимались упражнениями по погружениям, выпуску аварийных буёв, пускам торпед и блокаде портов. Кораблём, обеспечивающим учения и служащим целью для учебных торпедных пусков, являлся лидер дивизиона, как правило, эсминец или миноносец. В летний период обязательным было участие в больших манёврах флота, в этот период кампании лодки упражнялись по выходу в атаку на эскадру или отдельные крупные боевые корабли.
26 мая 1910 г. в ходе плановых упражнений произошла катастрофа с головной лодкой проекта, которая вышла из Кале для упражнений в подводном положении и была протаранена грузопассажирским пакетботом «Па-де-Кале» водоизмещением 2000 т, осуществлявшим регулярные рейсы на линии Кале — Дувр. Капитан пакетбота успел заметить перископ и скомандовать задний ход машине, но инерция судна не позволила избежать столкновения. Получив огромную пробоину в прочном корпусе, «Плювиоз» со всем экипажем почти мгновенно затонула на глубине 20 м.
«Вандемьер» около 6 часов утра 8 июня 1912 г. в районе мыса Ла-Хог предприняла учебную подводную атаку против линейного корабля «Сен-Луи». В результате маневрирования на перископной глубине, подводная лодка оказалась прямо по курсу броненосца, который обнаружил лодку, но не смог избежать столкновения. От удара «Вандемьер» буквально разрезало пополам. Поднимать её не стали.
К 1912 году произошли значительные изменения в воззрениях командования французского флота на тактику применения мореходных подводных лодок. Рассуждения об их «оборонительной» функции были успешно забыты. Восторжествовала концепция действий подводных лодок совместно с эскадрами флота и атака крупных боевых кораблей противника. Действия лодок в прибрежных секторах у своих или вражеских баз вполне допускались, если это не препятствовало главной задаче. В рамках этой концепции появилась новая тактическая организация подводных лодок — теперь они делились на дивизионы по три единицы в каждом. Лидером отряда служил миноносец 300-тонного класса, который мог получать радиограммы от командования с указанием местоположения противника, сообщая их подчинённым лодкам. Отсутствие устойчивой связи между лодками и миноносцами компенсировали применением специальных комплектов сигнальных флагов и обеспечением командиров подробными формализованными инструкциями. 

### Участие в Первой мировой войне
Обострение отношений с Германией и быстрый рост мощи её флота привели в рамках оформившегося англо-французского союза к общей доктрине Королевского флота и флота Французской республики. Согласно  достигнутому соглашению, англичане при конфликте с Тройственным союзом должны были взять на себя всю нагрузку боевых действий в Атлантике и Северном море, французам же предстояло сосредоточить основную часть своего флота для действий на Средиземном море, где были развёрнуты лучшие силы французского флота. Основной операционной зоной французов должна была стать западная часть моря, а на востоке должен был действовать Королевский флот. В Ла-Манше основной зоной ответственности французов считалась западная часть пролива.
К августу 1914 г. «плювиозы» составляли треть подводных сил  французского флота. 

#### Боевые действия в Атлантике и Северном море
Учитывая угрозу прорыва немецкого флота в Ла-Манш, почти половина боеспособных подводных сил находилась на атлантическом театре, будучи сведёнными в три флотилии (фр. escadrilles). В их число входила и 1-я флотилия лодок типа «Плювиоз» — 9 единиц, которые первоначально базировались на Шербур. В это самое многочисленное однотипное соединение входили «Плювиоз», «Прериаль», «Флореаль», «Вантоз», «Жерминаль», «Фрюктидор», «Ватт», «Жиффар» и «Бертело». Внутри флотилии, как и было предписано временной тактикой 1912 года, лодки подразделялись на дивизионы по три единицы, к каждому дивизиону был приписан миноносец, который являлся лидером, а командир миноносца осуществлял руководство подчинёнными лодками на позиции. «Термидор» вошла в состав 3-й флотилии, тоже базировавшейся на Шербур. 
1 августа, ещё до объявления боевых действий, подводные лодки 1-й и 3-й флотилий начали осуществлять наблюдение в секторе перед Шербуром, осуществляя дежурство на позициях и с наступлением темноты возвращаясь к месту базирования. Получив приказ о начале боевых действий, подразделения подводных лодок прикрытием дивизионов миноносцев согласно оперативному плану развернулись на позициях в центре Ла-Манша. 4 августа стало ясно, что противника на подходах к Ла-Маншу нет. С вступлением в войну Великобритании вступил в действие второй вариант оперативного плана, по которому основной зоной ответственности эскадры становилась западная часть Ла-Манша, куда, помимо основных сил, отходили 1-я и 3-я подводные флотилии. В восточной части пролива оставались только миноносцы, базирующиеся на Дюнкерк, и 2-я флотилия подводных лодок, состоявшая из новейших дизельных лодок типа «Брюмер», базирующаяся на Кале. 5 августа командующий 2‑й лёгкой эскадрой согласовал с английским командованием развёртывание французских подводных лодок 1-й и 3-й флотилий в дозорных линиях «мыс Ла-Хог — Портленд», «Барфлёр — мыс Сент-Катеринс».
6 августа, спустя восемь суток боевой службы с момента объявления мобилизации, командиры подводных лодок потеряли уверенность в надёжность торпед, подвергавшихся действию морской воды и не проверявшихся на берегу, и сообщили о «признаках усталости» котлов паровых лодок. До конца августа «плювиозы» действовали в соответствии с планом, ограничивающим пребывание на позиции.
Успехи немцев и опасность захвата северофранцузских портов вызвали нервную реакцию командования и все три флотилии по приказу из Парижа были снова развёрнуты в восточной части Ла-Манша. 2 — 4 сентября два дивизиона подводных лодок типа «Плювиоз» вместе с миноносцами-лидерами прибыли в Портсмут по просьбе британского Адмиралтейства для прикрытия этой важной военно-морской базы, так как все наличные британские подводные лодки направлены в базы восточного побережья Великобритании.
Дивизионы в Шербуре и Портсмуте продолжали нести дозорную службу в проливе, когда морской министр утвердил создание специальной флотилии для действий в Северном море. В состав флотилии были назначены «Прериаль», «Бертело», «Архимед», «Мариотт», «Ньютон». Лодкам надлежало сосредоточиться в Кале. Столь быстро реализованное начинание, дававшее шанс «плювиозам» провести настоящие боевые операции против вражеских кораблей, быстро развеялось. Из-за высокой активности вражеских лёгких сил в Гельголандской бухте требовалось очень малое время погружения и необходимость находиться под водой до 36 часов, из-за чего все вышеперечисленные лодки признавались непригодными к такой операции или требовали дополнительной подготовки. Таким образом, путь к наступательным действиям «плювиозов» был закрыт. Уже 22 сентября «Бертело» вернулась из Кале в Портсмут, откуда на следующий день «Вантоз» и «Жерминаль» ушли в Шербур на ремонт. Французы внимательно относились к достигнутой договоренности по обороне Портсмута. 26 сентября туда из Шербура для замены выбывших лодок отправились «Термидор» и «Жиффар» под эскортом миноносца «Фоконно». На борту миноносца находился контр-адмирал Руйе, который лично на месте уточнил с командованием британской военно-морской базы дальнейшее использование французских лодок — в Портсмуте на постоянной основе оставался один дивизион.  
19 октября по запросу британского Адмиралтейства, у которого были некие разведданные о возможных наступательных действиях немцев в Северном море, два дивизиона наиболее боеготовых подводных лодок были направлены в Кале и Дюнкерк для усиления 2-й флотилии подводных лодок. Один временный дивизион, ведомый миноносцем «Эпи», составили «Флореаль», «Плювиоз» и «Архимед». В Шербуре остались в готовности две лодки, причём одна из них ожидала ремонта.
Всего трёх месяцев войны хватило, чтобы вся стройная организационно-штатная структура мирного времени полностью нарушилась. Вследствие поломок, ремонтов, срочных приказов и других форс-мажорных обстоятельств командование 2‑й лёгкой эскадры было вынуждено формировать дивизионы временного состава. Выходили из строя и лидеры дивизионов, некоторое время к этой роли привлекался даже виновник гибели «Плювиоз» в 1909 году — мобилизованный пакетбот «Па-де-Кале». Менялось командование эскадры, уточнялись или назначались новые линии дозоров, но сама служба лодок была подчинена монотонной рутине, которая состояла из пребывания на позиции, пребывания в базе в состоянии 30-минутной готовности или регулярного ремонта и обслуживания машинно-котельных установок и торпед.
Учения и упражнения были сведены к минимуму, учебные погружения совершались только в устье Сены. Лодки в Портсмуте продолжали меняться в зависимости от технического состояния и необходимости текущего ремонта, сводные дивизионы регулярно мигрировали по базам северного побережья Нормандии (Шербур, Булонь, Кале) или заменяли своих коллег в Портсмуте. Общие тревоги, по которым флотилии в полном составе выходили на дозорную линию мыс Гри-Не — банка Варне, объявлялись приблизительно раз в месяц.
1 апреля 1915 г. Германия объявила блокаду Британских островов и активизировала действия своих подводных лодок против торгового судоходства. Испытывая опасения за большое количество торговых судов, постоянно находящихся на рейде Гавра, министерство санкционировало перевод в этот порт, для его обороны, дивизиона в составе миноносца «Сабр» с лодками «Прериаль», «Фрюктидор» и «Термидор». 4 июня закончилась долгая командировка в Портсмут — базировавшиеся там «плювиозы» вернулись в Шербур.
Все лето 1915 года дивизионы 1-й флотилии несли утомительную службу, сменяя друг друга на позициях у Гавра и в Шербуре. Выходы в Ла-Манш были сокращены до минимума дабы избежать трагических случайностей — противолодочные силы Королевского флота вели охоту за немецкими подводными лодками в проливе. Лишь в начале сентября дивизион в составе миноносца «Франциск», подводных лодок «Ватт», «Бертело» и «Флореаль» направили для противолодочной службы в Бискайский залив. Базируясь на Ла-Паллис, дивизион выполнял свои задачи до 22 сентября, после чего с аналогичной миссией прибыл в Брест.
В период летней кампании активизировался уже начавшийся процесс постепенного перевода лодок на Средиземное море, где англичанам требовалась помощь в районе Дарданелл, а в Адриатике французским силам требовалось усиление. Уход нескольких боевых единиц означал увеличение нагрузки на оставшиеся подводные лодки. 8 ноября 1915 г. дивизион в составе миноносца «Сабр», подводных лодок «Вантоз», «Флореаль» и «Жиффар» отправился в Бизерту, чтобы присоединиться к блокаде австрийского флота в Адриатическом море. После этого первоначальная организация французских подводных сил, как и всей 2‑й эскадры, была фактически утрачена. Во 2-й флотилии осталась одна лодка. В результате 16 ноября 2‑я лёгкая эскадра была расформирована, подводные лодки были сведены в две флотилии Северного военного округа. Семь оставшихся «плювиозов» и четыре старые лодки типа «Сирен» образовали 1-ю флотилию с базированием на Шербур. Более современные дизельные лодки сформировали 2-ю флотилию с базой в Кале.
Таким образом, паровые лодки снова заняли свою привычную «оборонительную» позицию во второй линии развертывания французских подводных сил в проливе. Задачи флотилии практически до самого конца войны остались неизменными — оборона портов и рейдов от немецких подводных лодок методом подводных засад и дозоров. К концу 1915 года опасения прорыва германского Флота открытого моря в Ла-Манш окончательно развеялись, зато вышла на первый план угроза немецкой подводной войны. Французское командование совместно с англичанами в течение всей войны пыталось разработать новые тактические приемы, которые должны были послужить усилению  эффективности противолодочных мероприятий. Одиночные подводные засады чередовались с формированием прообраза смешанных противолодочных ударных групп, в которых лодки несли службу совместно с охотниками за подводными лодками при поддержке авиации, затем возникла идея вместо дежурства лодок на четко обозначенной позиции перейти к крейсерству в назначенном районе, где отмечалась активность немцев. Были проведены эксперименты с сопровождением тихоходных прибрежных конвоев подводными лодками в подводном положении. Результат всех этих новаций был фактически нулевым. Единственным успехом французской противолодочной обороны в Ла-Манше стал захват  немецкой «UB-26», которая, запутавшись в противолодочных сетях при входе в Гавр, была вынуждена всплыть и сдаться, став единственным военным трофеем французского флота в ходе Первой мировой войны.
Особое место в противолодочной деятельности занимали операции подводных лодок совместно с судами-ловушками. Есть данные, что в 1917 году, когда немецкие подводники предприняли ряд успешных атак против торговых судов, направлявшихся в Бордо, две подводные лодки типа «плювиоз», одной из которых была «Жерминаль», были переброшены в Ла-Паллис для охоты за немецкими подводными лодками. Был выбран экстравагантный метод охоты, когда судно-ловушка буксирует за собой лодку, находящуюся в подводном положении. В 1915 году таким образом английская «С-27», находившаяся на буксире у траулера, потопила немецкую «U-23». Но французам удача не улыбнулась, наоборот, «Жерминаль» подорвалась на мине, едва избежав гибели.
При выполнении задания по обороне Гавра флотилия понесла свою единственную за время войны потерю. 29 апреля 1918 г. в 02:30 подводная лодка «Прериаль» вышла из Гавра в сопровождении охотника за подводными лодками в назначенный сектор для засады в подводном положении. Ночь была очень тёмной, погода пасмурной, шла сильная зыбь, и, по показаниям вахтенных, силуэты кораблей уверенно различались только с 50 метров. Британский пароход «Тропик» таранил «Прериаль» в правый борт, лодка быстро затонула носом вперёд. Из воды были подняты только 7 членов экипажа, остальные 19 моряков, включая командира, погибли. Гибель подводной лодки «Прериаль» расценивалась как трагическая случайность, произошедшая в результате сложения многих неблагоприятных факторов: плохая видимость, погодные условия, скопление судов в ограниченном районе и неисправность гирокомпаса.

### Отдельная флотилия Марокко
В феврале 1916 года была создана отдельная подводная флотилия Марокко для прикрытия коммуникаций у западно-африканского побережья французских колониальных владений. Обязанности нового подразделения были обширны: поиск и уничтожение вражеских подводных лодок, наблюдение за побережьем, пресечение контрабанды и досмотр судов. Зона ответственности флотилии простиралась от мыса Сан-Висенти до Дакара. По просьбе британского Адмиралтейства, базой флотилии стал Гибралтар, чтобы её силы могли оказать поддержку британским силам в районе Гибралтарского пролива. Первоначально в состав флотилии вошли четыре лодки типа «Эмерод». Год напряжённой службы полностью измотал экипажи флотилии и привел к резкому ухудшению технического состояния старых подводных лодок. В феврале 1917 г. подводные лодки типа «Эмерод» было решено заменить паровыми лодками более поздней постройки. В качестве замены прибыли оставшиеся не у дел «Ампер» и «Папен», к которым присоединились «Дюпюи-де-Лом», «Санэ» и «Архимед».
Основным методом действия «плювиозов» стало поочерёдное пребывание в Сагреше, где лодка, вместе с приданным вооружённым траулером, стояла под парами, готовая в случае тревоги немедленно выйти в район появления вражеской подводной лодки. Эта тактика могла принести успех 25 мая 1917 г., когда «Ампер» сумела подобраться к немецкой подводной лодке на 400 м, выпустила две торпеды, но промахнулась. Немцы сразу погрузились и ушли, слабым утешением остались два небольших судна, спасённые от потопления.
Несмотря на то, что немцы редко крайне редко появлялись у мыса Сан-Висенти, британцы настаивали на продолжении этих дежурств. В таком ключе деятельность флотилии, не добившейся ни одного успеха, но и не понёсшей потерь, протекала до самого конца войны, когда все лодки были возвращены в северные порты Франции с задачей воспрепятствовать возвращению германских подводных лодок из Средиземного моря.

### Боевые действия на Средиземном море и Адриатике
К началу августа 1914 года подводные силы французского флота на Средиземном море организационно состояли из двух флотилий и отдельного дивизиона. Семь «плювиозов» образовали 1-ю флотилию (нумерация подводных подразделений на театрах была совпадающей), которая включала в себя «Монж», «Гей-Люссак», «Ампер», «Папен», «Мессидор», «Кюньо» и «Френель». Флотилия базировалась на Тулон и к моменту начала боевых действий проводила плановые работы по текущему ремонту, техническому обслуживанию и очистке подводной части корпусов. 1-я флотилия «плювиозов» должна была с объявлением начала боевых действий оборонять главную базу флота Тулон, 2-я флотилия из девяти дизельных лодок типа «Брюмер» и отдельный дивизион в составе лодок «Топаз», «Тюркуаз» и «Сапфир» базировались на Бизерту и теоретически предназначались для активных наступательных действий у вражеского побережья, но первые оперативные приказы для них были также сугубо оборонительного характера.
Когда 3 августа Италия объявила о своем нейтралитете, единственным противником флотов Антанты на театре стал флот Австро-Венгрии, географически ограниченный в своих действиях Адриатическим морем. С одной стороны, это практически полностью сняло угрозу коммуникациям с Алжиром и Тунисом, с другой — вызвало необходимость установления блокады с целью исключить прорыв крупных сил противника из Адриатики. Подводные лодки в этих условиях сразу стали рассматриваться как основной элемент наблюдения за кораблями и базами противника и, одновременно, основным  наступательным средством против него.
Удручающее техническое состояние дизельных лодок 2-й флотилии вынудило французское командование уже через полтора месяца после начала боевых действий начать переброску на Мальту для действий на адриатическом театре «плювиозов» 1-й флотилии. 13 сентября 1914 г. «Ампер» и «Кюньо», ведомые миноносцем «Арбалет», своим ходом покинули Мальту, чтобы присоединиться к блокирующим силам флота.
18 сентября «Кюньо» и «Ампер» прикрывали операцию флота по высадке подкреплений французскому артиллерийскому отряду, который совместно с черногорцами пытался обстрелами с господствующей горы Ловчен вынудить австрийцев покинуть Котор. После выполнения миссии «Ампер» и «Кюньо» вернулись на Мальту.
Начиная с  октября, практически вся 1-я флотилия, за исключением находящейся на длительном ремонте «Монж», оказалась вовлечённой в кампанию на Адриатике, и выходы к вражескому побережью стали регулярными. Командование флота желало постоянно иметь подводную лодку на позиции у Котора. Постоянная база для этих операций отсутствовала, лодки все время находились в своеобразной «карусели». По стандартной схеме лодку буксировали с Мальты, где выполнялись основные ремонтные работы и обслуживание, на временную якорную стоянку в Ионическом архипелаге, с временной стоянки на боевую операцию лодка шла самостоятельно, или её буксировали. После патрулирования лодка возвращалась на Мальту. В качестве плавмастерской и плавбазы был выделен гидроавианосец «Фудр».
19 октября «Френель» выпустила торпеду по австрийскому миноносцу, но безрезультатно, австрийцы атаку не заметили. Единственным результатом этого выхода стало то, что командир «Френель» отметил фарватеры, которыми суда входят в Которский залив. После на этой же самой позиции у входа в Которский залив поочерёдно дежурили подводные лодки «Гей-Люссак», «Мессидор», «Папен».
26 октября находившуюся на позиции «Френель» заметили и обстреляли с австрийской береговой батареи. Австрийцы, поняв, что вход в залив является местом постоянного дозора вражеских подводных лодок, приняли меры, давшие немедленный результат. 27 октября «Папен» в 30 милях к югу от Котора,  встретив австрийские миноносцы, была вынуждена отказаться от выполнения задачи. «Кюньо» проявила инициативу и проникала в Которский залив 31 октября и 26 ноября, но достойных целей не обнаружила.
Практически все командиры лодок, участвовавших в дозоре у Котора, докладывали, что слышали скрежет минрепов по корпусам лодок. Доклады о минной опасности дали очень быстрый результат, в начале ноября 1914 г. лодки стали оборудовать на Мальте противоминными леерами. 29 ноября «Кюньо» уже проторённой дорогой прошла к бухте Тиват, где обнаружила стоящий на якоре австрийский броненосец «Кронпринц эрцгерцог Рудольф». Выполняя маневрирование, лодка угодила в противолодочную сеть и выдала свое присутствие. «Кюньо» удалось освободиться и, счастливо избежав повреждений, покинуть бухту. После этого случая австрийцы усилили свои дозоры вокруг Котора.
4 декабря «Гей-Люссак» под эскортом крейсера «Жюрьен де ла Гравьер» вышла на операцию к Рагузе, сильно прикрытой лёгкими силами противника. Днём ранее там потерпела неудачу дизельная лодка «Бернулли» типа «Брюмер», которая, встретив сильный заслон миноносцев, отказалась от выполнения задачи. «Гей-Люссак» благополучно достигла позиции, но вынуждена была прекратить патрулирование из-за плохого качества мазута, пары которого вызвали отравление личного состава.
Служба подводных лодок в этих дозорах, блокадой эти действия назвать решительно невозможно, была однообразна, уныла и не изобиловала встречами с врагом. Десятки выходов были похожи как две капли воды. Время от времени менялся порядок эскортирования лодок и эскортирующие корабли, вплоть до броненосных крейсеров, расстояние, которое лодки проходили на буксире, точки рандеву, в остальном всё оставалось по-прежнему — одна и та же позиция у входа в Которский залив или у Рагузы. В такой обстановке постоянных и безрезультатных выходов в Адриатику начался 1915 год. 
Изредка, когда командование получало информацию о якобы готовившемся массовом выходе австро-венгерского флота в море, несколько лодок спешно занимали позицию непосредственно в Отрантском проливе — например, 9 января там дежурили в ожидании подхода главных сил флота «Монж» и «Араго». Единственным важным изменением стало новое место базирования в греческих водах — в начале января 1915 г. французские субмарины перебазировались из ставших невыносимыми в зимнее время открытых рейдов у небольших островов в удобный порт Наварин. Из  наваринской бухты эскорт, как и в начале войны, вёл лодки до острова Отони, после чего те самостоятельно следовали на позицию. Австрийские подводные лодки выходили на операции точно таким же образом.
Зимние месяцы и ухудшившаяся погода боевым успехам не способствовали. Продолжались аварии рулей глубины — следствие недальновидности и упущения Комиссии по изучению опыта эксплуатации подводных лодок. Так, «Монж», возвращаясь после пребывания на позиции у Котора в течение 14 – 15 января потеряла один из своих горизонтальных рулей. 11 февраля при возвращении из Адриатики такая же авария случилась на «Папен». 27 февраля «Френель» была застигнута австрийской подводной лодкой у Антивари в надводном положении и едва увернулась от торпеды противника.
Французы с огромным напряжением сил пытались не допустить, чтобы позиции в Адриатике оказались пустыми, но именно 3 марта, когда из-за ремонта люка «Кюньо» не успела на позицию у Антивари, пять австрийских миноносцев совершили набег на этот порт, высадили десант и потопили яхту короля Черногории. С 9 по 13 марта «Френель», «Гей-Люссак» и «Ампер» по очереди патрулировали между островом Крит и мысом Матапан, прикрывая перевозку войск в Дарданеллы. Для «Френель» эта миссия закончилась в первый же день, по уже стандартной причине — поломка горизонтального руля.
Спустя полгода беспрерывных дозоров у Котора и Антивари, командующий флотом адмирал Буэ де Лапейрер признал, что эти операции не принесли никакого результата. Он предписал расширить район действий подводных лодок до острова Лисса, надеясь, что там лодкам встретятся австрийские корабли. Принцип «беспрерывности» был отменён, и с конца марта лодки стали выходить в Адриатику гораздо реже, по готовности к выполнению задания. «Гей-Люссак», «Ампер», «Френель» и «Кюньо» до конца апреля принимали участие в крейсерствах около Лиссы, но из-за тяжёлых погодных условий и аварий в машинах не имели возможности выйти в атаку. До 2 мая 1915 г. семь французских подводных лодок, из них пять «плювиозов» — «Френель», «Ампер», «Гей-Люссак», «Кюньо» и «Монж», выполнили 21 боевой поход в Адриатику. «Монж» походом с 28 апреля по 2 мая завершила этот безрезультатный тур, после чего наступил перерыв, закончившийся с новым коренным изменением расстановки сил на театре.

### Отдельная флотилия в Бриндизи
23 мая 1915 г. Италия вступила в войну на стороне Антанты, что резко усилило активность боевых действий в Адриатическом море. Еще 10 мая было достигнуто секретное соглашение между союзниками и Италией о том, что после её вступления в войну вся ответственность за ведение боевых действий и противостояние австрийскому флоту на Адриатике ложится на итальянский флот, который имел более чем внушительный боевой состав. Союзники при этом предложили итальянцам поддержку. По условиям соглашения, в Бриндизи должна была быть сформирована смешанная флотилия из четырёх британских и шести французских подводных лодок, и двух дивизионов эсминцев, которые должны были действовать в Адриатике под командованием итальянцев.
Уже 24 мая лодки «Ампер», «Кюньо», «Мессидор», «Монж» и «Френель» под эскортом двух эсминцев вышли с Мальты и направились в новую базу. Впоследствии в Бриндизи постоянно базировались от восьми до десяти французских лодок. На французов возлагалась ежедневная сторожевая служба у собственно Бриндизи, постоянный дозор на подходах к Котору и защита крупных кораблей итальянского флота. Регулярные выходы к Которскому заливу длились, как правило, трое суток, из которых сутки уходили на переход туда и обратно, а двое суток лодки находились непосредственно на позиции. Неожиданной задачей подводных лодок стала борьба с сорванными с якорей австрийскими минами, которые расстреливали из винтовок. 8 июля «Папен» прибыла в Бриндизи, буксируя две австрийские мины, которые не смогла уничтожить в открытом море. Наибольших успехов в борьбе с плавающими минами добилась первой получившая артиллерийское орудие калибра 37 мм «Ампер». 6 июля «Ампер» уничтожила 17 всплывших мин, полностью расстреляв боезапас. Опыт вооружения «Ампер» артиллерией был сочтён крайне положительным, и командир флотилии немедленно предложил командованию оснастить орудиями все лодки флотилии. К сентябрю 1915 г. палубные 37-мм пушки получили «Кюньо», «Папен» и «Гей-Люссак».
Летом 1915 года итальянцы попытались завладеть островом Пелагоза в Далматинском архипелаге, чтобы «разрезать» операционную зону австрийцев на две части и помешать им скрытно проникать в южную часть Адриатики. Австрийцы оказали жёсткое противодействие и операция закончилась неудачей, но борьба за Пелагозу привела к первому небольшому боевому успеху «плювиозов». 9 сентября флотилия австрийских миноносцев из Шибеника во главе с крейсером «Сайда», возвращаясь после обследования острова, была обнаружена лодкой «Папен». Около 15 часов дня командир лодки лейтенант Кошен смог занять выгодную позицию и выпустил три торпеды по миноносцам, идущим со скоростью 14 узлов. Одна торпеда попала в миноносец 51Т типа «Кайман», который был в результате взрыва разорван пополам по носовому котельному отделению. Носовая часть миноносца затонула сразу, кормовую часть австрийцы смогли отбуксировать в Шибеник и впоследствии восстановить корабль.
Перед атакой австрийского соединения в непосредственной близости от «Папен» проследовали три крупных торговых судна, но командир не предпринял никаких действий, так как инструкциями атаки против торговых судов были запрещены. Французское командование только 18 сентября 1915 г. разрешило своим подводным лодкам в Адриатическом море атаковать торговые суда противника. В детальной инструкции указывалось, что подводной лодке необходимо всплыть, остановить судно, удостовериться в его национальной принадлежности, дать команде время не менее 10 минут, чтобы покинуть судно, после чего торпедировать. Если не было возможности дать время команде судна на спасение, от пуска торпед следовало воздержаться. Без предупреждения разрешалось атаковать только вооружённые торговые суда, перевозящие войска на маршруте Пола — Шибеник — Котор. Настоятельная необходимость вооружения лодок артиллерией для выполнения этой инструкции стала очевидной. «Монж», «Френель», «Мессидор» тоже получили 37-мм палубные орудия.
Совместные попытки французов, англичан и итальянцев организовать жёсткую блокаду Полы и Котора силами подводных лодок продолжались, но по-прежнему оставались безуспешными. Количество подводных лодок и их тактико-технические характеристики просто не соответствовали этой задаче. Свою роль играла и специфика Адриатического моря, известного прозрачностью воды, малыми глубинами в северной части, где располагались основные базы австрийцев, лагунами и мелями, сильно изрезанным побережьем, неблагоприятными ветрами. Все эти факторы значительно осложняли боевое патрулирование весьма несовершенных подводных лодок, которые были жёстко привязаны к своим позициям у узловых точек судоходства противника.
Австрийцы довольно быстро установив районы патрулирования лодок союзников, например, мыс Планка для французских лодок, начали противолодочные операции. Разместив в Рагузе, неподалёку от мыса Планка, базу лёгких сил и используя гидросамолёты для поиска лодок и наведения на них миноносцев, австрийцы сразу серьёзно осложнили выполнение боевой задачи союзным подводникам. Первой из «плювиозов» 20 сентября 1915 г. подверглась комбинированной атаке «Френель». В 09:30 лодка промахнулась двумя торпедами по миноносцу типа «Кайман», а уже в 11:00 подверглась мощной контратаке австрийцев. Гидросамолёт выследил «Френель», которая начала спешно удаляться от берега в открытое море, навёл на неё отряд миноносцев и сбросил несколько бомб. После полудня миноносцы, ориентируясь на пулемётные очереди, которыми самолёт указывал местоположение подводной лодки, провели несколько заходов на «Френель», которой всё же удалось вернуться в Бриндизи без повреждений.
С 20 сентября до 14 октября «Папен» и «Ампер» несли сторожевую службу у Анконы, что вызвало недовольство командира флотилии, который указывал, что лодки были бы гораздо полезнее в дозоре у мыса Планка, и выразил опасение, что у Анконы они могут подвергнуться неожиданной атаке австрийцами при приёме топлива и предметов снабжения — береговая оборона в Анконе отсутствовала. В остальном служба «плювиозов» отдельной флотилии протекала без изменений и успехов — лодки периодически проходили ремонт и очистку корпуса в Таранто и продолжали нести дозорную службу у австрийского побережья. Разрешение на атаки торговых судов успехов не принесло, в большинстве случаев лодки, не сумев идентифицировать флаг замеченных целей, отказывались от всплытия, чтобы не выдать свое нахождение на позиции. «Монж» 13 ноября без предупреждения атаковала торпедами грузовое судно, но промахнулась.
Конец 1915 года ознаменовался тяжёлым поражением сербской армии, которая вынуждена была отходить в прибрежные районы Албании и Черногории. Количество боевых столкновений на море резко возросло, под конец года «плювиозы» понесли первые потери на этом театре.
5 декабря «Френель», маневрируя в устье реки Бояна (Буна) в поисках места, пригодного для погружения, носовой частью села на мель. Командир лодки отчаянно пытался сняться с мели, но начавшийся отлив ещё более усугубил положение корабля. Лодку заметили австрийские миноносцы, к которым присоединился эсминец «Варашдинер», занявший позицию на расстоянии 1000 м. Положение стало критическим, и капитан-лейтенант Жуэн приказал открыть кингстоны, после чего вооруженный карабинами экипаж быстро перебрался на небольшой близлежащий песчаный островок. Командир «Френель» отправил четырёх человек на шлюпке к берегу, чтобы они подняли тревогу и попытались телеграфировать в Бриндизи о бедственном положении. Получив отказ на предложение сдаться, «Варашдинер» с дистанции 500 м открыл огонь по островку из пулеметов и винтовок, и по полузатонувшей «Френель» из артиллерии. Самолёт атаковал шедшую к берегу шлюпку, убив двух моряков, и сбросил бомбы на «Френель». На «Френель» произошёл взрыв, видимо, сдетонировали торпеды, и Жуэн, понимая, что шансов больше нет, выбросил белый флаг. Потери экипажа на островке. Французский отряд, прибывший через неделю на место боя, обнаружил изрешечённый и выгоревший корпус лодки, с которого сняли 37-мм орудие, и семь карабинов, брошенных экипажем на островке.
Спустя две недели, в ночь на 29 декабря «Монж» в 15 милях к югу от Котора была протаранена австрийским крейсером «Гельголанд». Для австрийцев таран был такой же неожиданностью, как и для экипажа «Монж». Понимая, что корабль обречён, командир корабля капитан-лейтенант Ролан Морильо приказал экипажу покинуть его через носовой люк. Австрийцы, увидев, что экипаж спасается вплавь, прекратили огонь и подобрали французов. Сам Морильо остался на борту «Монж» и разделил участь своего корабля. Король Италии посмертно наградил Морильо золотой медалью за воинскую доблесть, французский флот присвоил его имя трофейной немецкой лодке «UB-26».
1916 год не принес никаких существенных изменений в развёртывании французских подводных сил на Средиземноморском театре. Центром их притяжения, как и основных сил итальянского и французского флотов, оставалось Адриатическое море. Австрийцы после разгрома и оккупации Сербии и Черногории смогли улучшить свои позиции, но в стратегическом отношении их положение ничуть не изменилось: австрийский флот так и оставался заблокированным в Адриатике. Поскольку для французов это был единственный театр, на котором их субмарины могли найти применение, морской министр республики адмирал Люсьен Лаказ распорядился считать его приоритетным и держать там столько лодок, сколько возможно без вреда для операций на других театрах.
Районы патрулирования остались прежними — мыс Планка, линия коммуникаций Котор — Шибеник, устье Дрины, Дураццо. Правда, учитывая почти  нулевую результативность дозоров, командующий французскими подводными силами в Бриндизи капитан 1 ранга де Какерей смог добиться разрешения и на патрулирование в открытом море, где у лодок был шанс встретить противника в более благоприятных условиях для атаки. Потопление «Монж» привело к тому, что командование решило ограничить время пребывания на позиции паровых лодок типа «Плювиоз» одним световым днём в подводном положении. Частые переходы с базы на позицию и обратно привели к сильному износу материальной части, и практически все лодки флотилии Бриндизи в течение 1916 года по очереди прошли планово-предупредительный ремонт в главной базе в Тулоне.
Австрийцы по сравнению с 1915 годом, усилили свою противолодочную службу, устроив новые базы лёгких сил и гидросамолётов поблизости от своих коммуникаций. Их судоходные фарватеры пролегали у самых берегов, в глубине лабиринта Далматинского архипелага, под прикрытием минных полей,  малых глубин, песчаных банок и опасных течений. Экипажам подводных лодок, чтобы «дотянуться» до противника, приходилось прилагать всё свое техническое и навигационное мастерство, при этом постоянно находясь начеку в ожидании контратаки противолодочных сил.
18 марта 1916 г. «Ампер» удалось добиться второго и последнего успеха «плювиозов» в этой войне, однако с точки зрения международного права гордиться французам было нечем. Лодка находилась в подводном положении на излюбленной позиции в пяти кабельтовых от мыса Планка, когда в 09:30 было замечено идущее вдоль берега большое судно с тремя мачтами и одной трубой. Командир «Ампер» подозревал, что судно госпитальное, но точно не был в этом уверен, и предложил помощнику взглянуть на пароход в перископ. Оба впоследствии категорически утверждали, что не видели у судна никаких особых марок, включая и обязательный знак Красного Креста. В итоге «Ампер» торпедировала австрийское госпитальное судно «Электра», затонувшее на мелководье в течение 12 минут. К счастью, при торпедировании погибли только два человека. Впоследствии австрийцы подняли судно, и оно снова вошло в строй в декабре 1916 г.
Остальным лодкам, несмотря на несколько проведённых атак против боевых кораблей, удача не сопутствовала, зато и австрийские миноносцы при атаках обнаруженных «плювиозов» успеха не имели.
4 августа 1916 г. французское морское министерство решило реорганизовать свои подводные силы и укрупнить действующие флотилии. В связи с вступлением в строй большого количества новых лодок с дизельными двигателями, чьи недостатки, как предполагалось, были устранены, был издан приказ, согласно которому паровые лодки выводились из Адриатики и направлялись для службы в оборонительные атлантические флотилии и в Гибралтар. Но, как показали дальнейшие события, списывать со счетов паровых ветеранов было еще рано. Экипажи новых подводных лодок в смысле опыта и подготовки не могли сравниться с моряками флотилии Бриндизи. Намеченный на 29 августа уход паровых лодок в Гибралтар был сначала сорван из-за отравления экипажа «Мессидор» парами хлора, а затем и вовсе отменён. Лодки продолжали нести утомительную службу на позициях у австрийского побережья и в противолодочных дозорах Отрантского барража.
Идея вывести устаревшие подводные единицы с этого театра не оставляла руководство в Париже, и в начале октября 1916 г. командир флотилии капитан 1 ранга Анри де Какерей снова получил приказ 10-го числа отправить паровые лодки в Гибралтар. Возражения командира флотилии произвели впечатление и министерство приказало, чтобы «Кюньо» и «Гей-Люссак» остались в Бриндизи, при этом их выход на операции и возвращение должны были осуществляться только на буксире. «Мессидор» в это время проходила ремонт в Тулоне. Однако в начале ноября французский военно-морской атташе получил недвусмысленное уведомление от итальянского командования что замена командира флотилии в Бриндизи будет крайне желательна. 9 ноября де Какерей оставил должность командира флотилии в Бриндизи и убыл в Гибралтар для командования отдельной флотилией Марокко.
1917 год стал для лодок типа «Плювиоз» рубежом, после которого их боевая ценность для действующего флота стала стремительно падать до минимальных значений. Резко ускорившееся в условиях военного времени развитие военной техники и совершенствование противолодочной обороны противника привели к тому, что пятиминутное время погружения «плювиозов» у вражеских берегов стало для них практически смертным приговором. Адриатическое море оказалось единственным театром боевых действий, где «плювиозы» в течение нескольких лет вели боевые действия в непосредственном соприкосновении с силами противника, а не в заградительных дозорах перед эфемерной угрозой. Адриатика стала и единственным театром, где они понесли боевые потери. Двухлетняя служба на пределе технических возможностей сильно износила паровые лодки, и было очевидно, что их необходимо отводить на более спокойные театры. Дизельные подводные лодки постепенно смогли восстановить свою техническую готовность, их экипажи набрались опыта, и они заменили паровые лодки в действиях против австрийцев на Верхней и Нижней Адриатике.

### 2-я флотилия «охотников за подводными лодками» в Бизерте
Пять лодок — «Кюньо», «Гей-Люссак», «Ватт», «Бертело» и «Жиффар» — после отдыха и ремонта образовали созданную приказом министра от 17 июля 1917 г. особую 2-ю флотилию «истребителей» в Бизерте, главной задачей которой объявлялась охота на немецкие и австрийские подводные лодки в Тунисском проливе и у побережья Алжира. В целях избежания инцидентов с британскими силами была проведена линия разграничения мыс Грамитола (Сицилия) — остров Лампедуза. 12 августа 1917 г. лодки приступили к патрулированию. Командир флотилии разделил Тунисский пролив на шесть секторов в форме треугольников, каждый из которых патрулировала одна лодка. В качестве приманки использовали парусники. 8 октября 1917 г. «Жиффар», во время совместного крейсерства с парусником «Мадлен III», в тёмное время суток обнаружила вражескую подводную лодку, но из-за неумелого маневрирования во время торпедной атаки промахнулась с очень небольшой дистанции. До конца 1917 года «плювиозы» флотилии имели ещё несколько встреч с противником, но возможности атаковать им не представилось. Французы были упорны и продолжали совершенствовать тактику, пока она не привела к очень серьёзному происшествию. В качестве приманки служило трёхмачтовое судно «Франсуа-Мари», вместе с которым следовали две подводные лодки «Гей-Люссак» и «Бертело». Система связи приманки и охотников была замысловатой и чуть не привела к трагедии. Когда паруснику нужно было передать сообщение лодке-напарнице, он приспускал определённый парус, увидев сигнал в перископ, субмарина подходила ближе и получала информацию флажным семафором. В этот раз, когда «Франсуа-Мари» спустил кливер, обе лодки направились к паруснику и в подводном положении столкнулись, к счастью, на небольшой скорости. У «Гей-Люссак» был помят форштевень, но она могла продолжать операцию, «Бертело» имела пробоину в балластной цистерне и течь в отсеке электромоторов, ей пришлось возвращаться в Бизерту. Виновным, без всяких оговорок, был признан командир флотилии капитан 2 ранга Броке, придумавший такой боевой порядок.
Вплоть до конца войны бизертским «охотникам» так и не удалось потопить ни одной подводной лодки противника.

### Операции заключительного этапа войны
После окончания неудачной для англо-французских войск Дарданелльской операции союзники, тем не менее, продолжали блокировать Дарданеллы и пристально наблюдать за турецким флотом и его самыми опасными кораблями — линейным крейсером «Гебен» и лёгким крейсером «Бреслау». Блокирующие силы базировались на остров Мудрос, и командовавший ими адмирал Королевского флота, не имея в наличии британских подводных лодок, довольно часто обращался за помощью к французским союзникам. Никаких серьёзных результатов их операции в Восточном Средиземноморье не принесли, что было предсказуемо, так как выходы германо-турецких сил из проливов были крайне редкими.
Последним театром военных действий, на котором «плювиозы» понесли и последнюю потерю, стало Эгейское море. Образованный в 1915 году Салоникский фронт опирался на порт Салоники, через который осуществлялось все снабжение многонациональной группировки союзников, которая должна была помочь Сербии в отражении наступления армий Центральных держав, включавших в себя австрийские, германские и болгарские войска. Такая важная коммуникация не могла остаться без внимания германских подводных лодок, начавших со временем наносить чувствительные удары по судоходству союзников в Эгейском море. В качестве ответной меры была сформирована сводная флотилия Эгейского моря, состав которой пополняли как старые лодки 1-й флотилии из Тулона, так и 2-й флотилии «охотников» из Бизерты. В эффективность противолодочных операций паровых лодок в открытом море уже никто не верил, но учитывая повсеместный недостаток сил, они считались еще вполне пригодными для обороны непосредственно самого порта Салоники. Лодки меняли друг друга по мере выхода из ставших уже хроническими ремонтов, выполняя свою задачу примерно в тех же условиях, при каких погибла около Гавра «Прериаль».
2 августа 1918 г. английское вспомогательное судно флота «Хэйзел» протаранило подводную лодку «Флореаль», осуществлявшую патрулирование акватории перед Салониками. «Флореаль» осталась на плаву и была взята на буксир эсминцем «Балист», но спустя несколько часов затонула при буксировке без потерь в экипаже. Погибшая «Флореаль» была заменена лодкой «Вантоз», которая несла дозорную службу в Салониках до самого окончания боевых действий.
Конец войны средиземноморские лодки типа «Плювиоз», как и атлантические, встретили на охране баз флота или в ремонте, так как их технический ресурс был уже практически полностью исчерпан за четыре года напряжённой боевой службы.
После окончания войны участь полностью устаревших и полностью изношенных «плювиозов» была решена и ни у кого сомнения не вызывала — в 1919 году все лодки были исключены из списков флота с дальнейшей продажей на слом.

## Список подводных лодок
| Номера | Названия                      | Верфи  | Спущены на воду | Введены в строй | Судьбы                                                        |
| Q51    | «Плювиоз» (фр. Pluviôse)      | Шербур | 27.06.1907      | 05.10.1908      | Погибла 26.05.1910 (поднята). Исключена из списков 12.11.1919 |
| Q52    | «Вантоз» (фр. Ventôse)        | Шербур | 23.08.1907      | 05.10.1908      | Исключена из списков 01.12.1919                               |
| Q53    | «Жерминаль» (фр. Germinal)    | Шербур | 07.12.1907      | 30.09.1908      | Исключена из списков 01.12.1919                               |
| Q54    | «Флореаль» (фр. Floréal)      | Шербур | 18.04.1908      | 16.06.1909      | Погибла 02.08.1918                                            |
| Q55    | «Прериаль» (фр. Prairial)     | Шербур | 26.09.1908      | 16.06.1909      | Погибла 25.04.1918                                            |
| Q56    | «Мессидор» (фр. Messidor)     | Шербур | 24.12.1908      | 30.11.1909      | Исключена из списков 12.11.1919                               |
| Q57    | «Термидор» (фр. Thermidor)    | Шербур | 03.07.1909      | 13.07.1910      | Исключена из списков 12.11.1919                               |
| Q58    | «Фрюктидор» (фр. Fructidor)   | Шербур | 13.11.1909      | 29.06.1910      | Исключена из списков 12.11.1919                               |
| Q59    | «Вандемьер» (фр. Vendémiaire) | Шербур | 07.07.1910      | 04.02.1911      | Погибла 08.06.1912                                            |
| Q64    | «Папен» (фр. Papin)           | Рошфор | 04.01.1908      | 01.09.1909      | Исключена из списков 12.11.1919                               |
| Q65    | «Френель» (фр. Fresnel)       | Рошфор | 16.06.1908      | 22.02.1911      | Потоплена 05.12.1915                                          |
| Q66    | «Бертело» (фр. Berthelot)     | Рошфор | 18.05.1909      | 01.02.1910      | Исключена из списков 01.12.1919                               |
| Q67    | «Монж» (фр. Monge)            | Тулон  | 31.12.1908      | 02.08.1910      | Потоплена 28.12.1915                                          |
| Q68    | «Ампер» (фр. Ampère)          | Тулон  | 30.10.1909      | 01.11.1910      | Исключена из списков 12.11.1919                               |
| Q69    | «Гей-Люссак» (фр. Gay-Lussac) | Тулон  | 17.03.1910      | 14.01.1911      | Исключена из списков 01.12.1919                               |
| Q75    | «Ватт» (фр. Watt)             | Рошфор | 18.06.1909      | 15.03.1910      | Исключена из списков 01.12.1919                               |
| Q76    | «Кюньо» (фр. Cugnot)          | Рошфор | 14.10.1909      | 10.09.1910      | Исключена из списков 01.12.1919                               |
| Q77    | «Жиффар» (фр. Giffard)        | Рошфор | 10.02.1910      | 13.10.1910      | Исключена из списков 01.12.1919                               |